# Народна крила (часопис)
Народна крила : часопис спортског ваздухоппловства је часопис везан за ваздухопловство. Излазио је месечно у периоду од 1947. године до 1954. године у Београду.

## Историјат
Народна крила : часопис спортског ваздухоппловства излазио је у Београду у периоду од 1947. године до 1954. године. Први број изашао је у марту 1947. године. Часопис је илустрован фотографијама, цртежима и шемама авиона са димензијама. Наслов часописа, као и текст часописа су на ћирилици и латиници.

### Поднаслов
- од бр. 1 (1948) Орган Савезног одбора за спортско ваздухопловство;
- од бр. 5 (1948) Орган Ваздухопловног савеза Југославије;
- од бр. 1 (1950) Часопис Ваздухопловног савеза Југославије

#### Корични поднаслов
- од бр. 5 (1948) Часопис Ваздухопловног савеза Југославије

### Уредници
- од бр. 3 (1949) главни и одговорни уредник Михаило Велимировић;
- од бр. 1 (1950) одговорни уредник Михаило Велимировић, главни уредник Владислав Матовић;
- од бр. 1 (1951) главни и одговорни уредник Владислав Матовић

### Издавач и власник
- од бр. 1 (1948) Техничка књига;
- од бр. 4/5 (1951) Савезни одбор Ваздухопловног савеза Југославије;
- од бр. 1 (1953) Биро за пропаганду Ваздухопловног савеза Југославије;
- од бр. 2/3 (1954) Пословница за пропаганду Ваздухопловног савеза Југославије

### Штампарије
- од бр. 4 (1947) Штампарско-издавачко предузеће Народног фронта Србије, Београд;
- од бр. 5/6 (1947) Борба, Београд; од бр. 8 (1950) Либертатеа, Вршац;
- од бр. 9 (1950) "Југославија", Београд; од бр. 10 (1950) Либертатеа, Вршац;
- од бр. 11/12 (1950) ʺЈугославијаʺ, Београд;
- од бр. 1 (1951) Војноштампарско предузеће МНО, Београд;
- од бр. 2 (1951) "Југославија", Београд;
- од бр. 3 (1951) Југоштампа, Београд;
- од бр. 4/5 (1951) ʺЈугославијаʺ, Београд;
- од бр. 1 (1953) Југоштампа, Београд;
- од бр. 4 (1953) Пролетер, Бечеј;
- од бр. 1 (1954) Војно-штампарско, Београд

### Периодичност излажења
Часопис је излазио два пута месечно од броја 1, 1953. година

### Формат
Часопис је штампан у формату 30 цм

## Галерија
- Народна крила, број 2, април 1947.
- Народна крила, број 10, децембар 1947.
- Народна крила, израда макета авиона, број 10, децембар 1947., стр.33